# Bohater ostatniej akcji (ścieżka dźwiękowa)
Last Action Hero: Music from the Original Motion Picture – ścieżka dźwiękowa promująca film Bohater ostatniej akcji w reżyserii Johna McTiernana z Arnoldem Schwarzeneggerem w roli głównej. Jej premiera miała miejsce 8 czerwca 1993. Ukazała się nakładem wytwórni fonograficznej Columbia. Wśród wykonawców, których utwory wykorzystano na soundtracku, znaleźli się m.in. AC/DC, Alice in Chains, Anthrax, Def Leppard, Fishbone, Megadeth i Queensrÿche.
10 lipca album uplasował się na 7. miejscu w zestawieniu Billboard 200. 24 sierpnia uzyskał w Stanach Zjednoczonych certyfikat platynowej płyty, za sprzedaż miliona egzemplarzy. Został on przyznany przez tamtejsze zrzeszenie amerykańskich wydawców muzyki Recording Industry Association of America (RIAA). Także w Kanadzie otrzymał od organizacji Music Canada (MC) certyfikat platyny, osiągając sprzedaż na poziomie 100 tys. kopii. Soundtrack – w przeciwieństwie do filmu – zebrał przychylne oceny i okazał się sukcesem. Krytycy chwalili go za dobór artystów i różnorodność gatunkową.

## Utwory

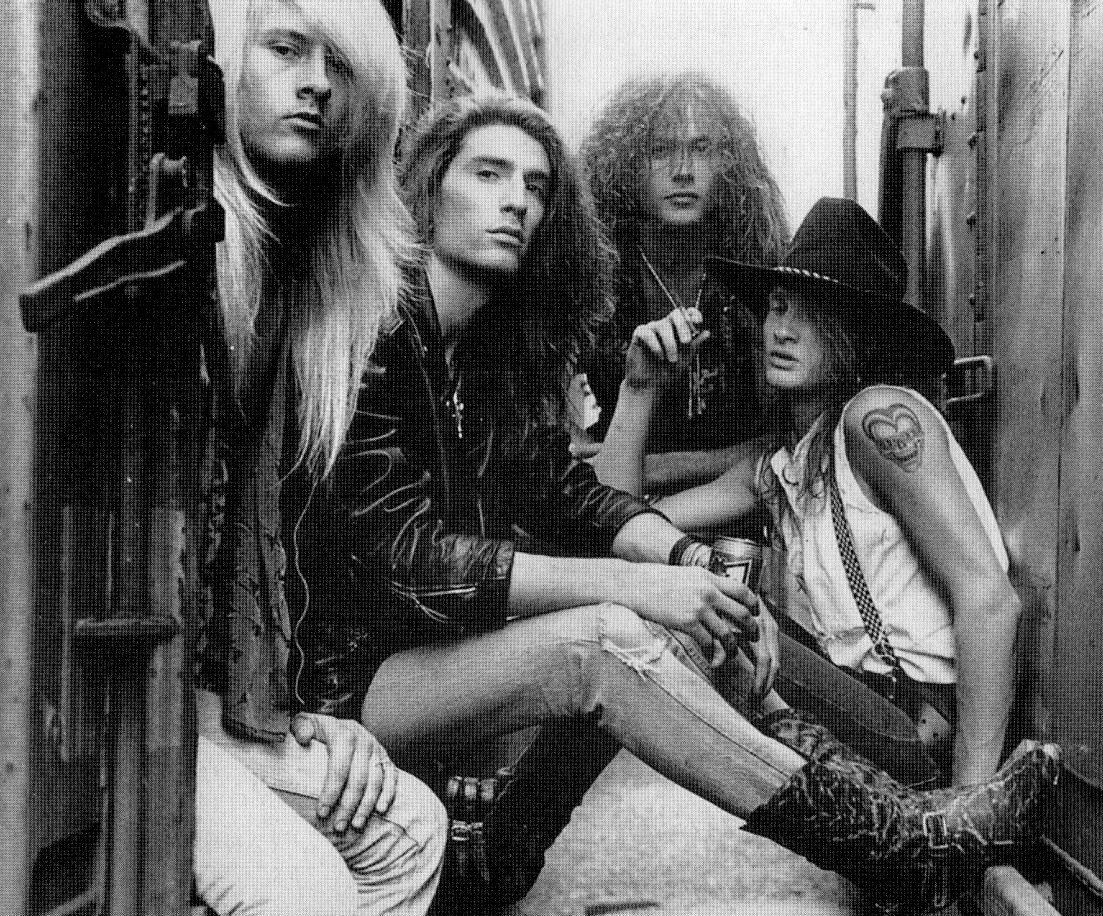
Zespół Alice in Chains (na zdj. w 1988) był jedynym wykonawcą, który zamieścił dwa utwory na soundtracku

Ścieżkę dźwiękową Last Action Hero: Music from the Original Motion Picture wypełnia dwanaście utworów. Część artystów specjalnie na jej potrzeby napisało nowe kompozycje, wśród nich „Big Gun” AC/DC, „Real World” Queensrÿche oraz „Last Action Hero” grupy Tesla. „Real World” powstał według sugestii Michaela Kamena, który przyjaźnił się z muzykami Queensrÿche i współpracował z nimi przy ich debiutanckim albumie studyjnym The Warning (1984) oraz singlu „Silent Lucidity” (1990). „[Kamen] powiedział nam, że chce prawdziwej nawiedzonej ballady, ale nic zbyt sentymentalnego. Powiedział też, że piosenka powinna zaczynać się powoli, wreszcie uwolnić się i uderzyć naprawdę mocno” – przyznawał gitarzysta Michael Wilton. Z kolei Tommy Skeoch z formacji Tesla argumentował: „To był właściwie trzeci lub czwarty raz, kiedy zaproponowano nam zrobienie filmu, ale dopiero teraz się udało. Gdy otrzymaliśmy telefon w sprawie filmu, od samego początku miałem co do tego dobre przeczucia. Pisaliśmy już piosenki na nasz następny album [Bust a Nut, 1994], ale doszliśmy do wniosku, że dlaczego by nie napisać piosenki, po prostu taki byłby scenariusz. Napisaliśmy ją w półtorej godziny”.
Wokalista i gitarzysta Alice in Chains, Jerry Cantrell stwierdził, że zespół nie napisał utworów „What the Hell Have I” oraz „A Little Bitter” specjalnie z myślą o filmie. „Pracowaliśmy nad «What the Hell Have I» i «A Little Bitter», gdy zaproponowano nam udział przy współtworzeniu ścieżki dźwiękowej, i uznaliśmy, że będą one idealne. Jesteśmy bardzo zadowoleni z obydwu piosenek, zwłaszcza, że były to pierwsze nagrania, które zarejestrowaliśmy wspólnie z naszym nowym basistą, Mikiem Inezem”. Muzycy nagrali je wiosną 1993 podczas przerwy w trasie promującej ich drugi album studyjny Dirt (1992). Gitarzysta Anthrax, Scott Ian przyznawał, że „Poison My Eyes” pochodził z sesji do szóstego albumu formacji – Sound of White Noise (1993). „Kiedy poproszono nas o zrobienie ścieżki dźwiękowej, wróciliśmy, ponownie zmieniliśmy wokale i zremiksowaliśmy piosenkę. Potem brzmiało tak dobrze, jak wszystko na Sound of White Noise, więc wiedzieliśmy, że będzie dobre dla ścieżki dźwiękowej” – argumentował.
Utwór „Angry Again” Megadeth pochodzi z sesji nagraniowej do piątego albumu, Countdown to Extinction (1992). „Nie chcieliśmy zrobić tylko «jednorazowej» piosenki filmowej, więc skorzystaliśmy z okazji, żeby zagrać kolejny kawałek Megadeth. Pracowaliśmy nad «Angry Again» z nastawieniem, że jest on równie ważny jak «Symphony of Destruction» lub «Sweating Bullets»” – wspominał Marty Friedman.
Zespół Def Leppard, będąc zajętym koncertowaniem, nadesłał szkic utworu „Two Steps Behind”, którego akustyczna wersja ukazała się rok wcześniej na stronie B singla „Make Love Like a Man”. Kamen dodał do kompozycji orkiestrową oprawę smyczkową. Z kolei utwór „Swim” pojawił się kilka tygodni wcześniej na albumie Give a Monkey a Brain and He’ll Swear He’s the Center of the Universe Fishbone.

## Wydanie i promocja

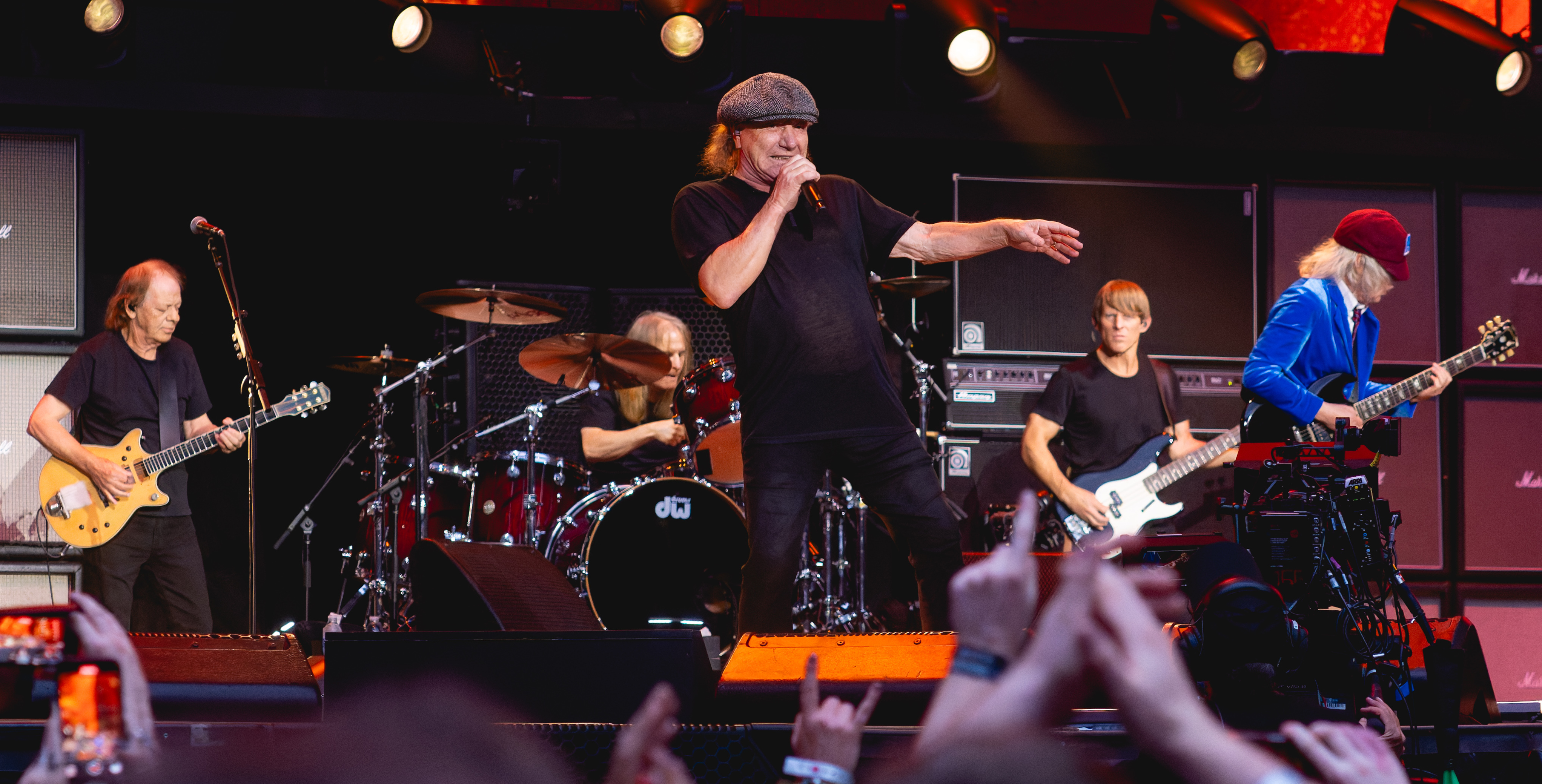
Soundtrack promował utwór „Big Gun” grupy AC/DC (na zdj. w 2024), który jako pierwszy w ich dorobku osiągnął szczyt notowania „Billboardu”

Pierwszym singlem promującym soundtrack był „Big Gun” AC/DC, opublikowany 24 maja. Teledysk wyreżyserował David Mallet, a wystąpił w nim Arnold Schwarzenegger (m.in. przebrany w charakterystyczny strój wzorowany na mundurek szkolny, będący nieodłącznym elementem scenicznym gitarzysty Angusa Younga). Utwór wykorzystywano w zwiastunach zapowiadających film, a także w kampaniach telewizyjnych i radiowych. Dzięki dużej rotacji otrzymanej w MTV, „Big Gun” okazał się sukcesem, docierając, jako pierwszy utwór w dorobku AC/DC, na szczyt listy „Billboardu” Album Rock Tracks.
Wydanie teledysku na miesiąc przed premierą filmu Bohater ostatniej akcji (reż. John McTiernan) zapewniło, zdaniem Diarmuida Quinna – pełniącego w owym czasie funkcję wiceprezesa ds. marketingu w wytwórni Columbia – dobrą promocję zarówno ścieżce dźwiękowej, jak i samemu filmowi. W ramach dalszej kampanii promocyjnej opublikowano cztery single – 31 maja „Real World” Queensrÿche, 7 czerwca „What the Hell Have I” Alice in Chains, 14 czerwca „Angry Again” Megadeth i 24 sierpnia „Two Steps Behind” Def Leppard.
Premiera Last Action Hero: Music from the Original Motion Picture miała miejsce 8 czerwca. Na płycie znalazła się też koncertowa wersja utworu „Dream On” z repertuaru Aerosmith, którego nagranie pochodzi z programu MTV 10th Anniversary Special z 1991, gdzie został wykonany wraz z orkiestrą pod batutą Kamena.
Poszerzając kampanię promocyjną, wytwórnie Columbia i Sony nawiązały współpracę z siecią fast foodów Burger King (BK) oraz siecią detaliczną Musicland, która rozprowadzała wkładki do tac z kuponami rabatowymi na zakup albumu i innych gadżetów związanych z filmem w sieciach sklepów Sam Goody, Musicland i Suncoast.

## Odbiór

### Krytyczny
| AllMusic                    | [ 2 ]     |
| „Circus”                    | [ 10 ]    |
| „Guitar School”             | korzystna |
| „Music Week”                | [ 4 ]     |
| „The Philadelphia Inquirer” | [ 11 ]    |

Ścieżka dźwiękowa, w przeciwieństwie do filmu, który zebrał negatywne recenzje, okazała się sukcesem. Jason Birchmeier z serwisu AllMusic oceniał soundtrack na 4,5 gwiazdki w pięciostopniowej skali, argumentując: „Ścieżka dźwiękowa z filmu ma znaczącą trwałą wartość, służąc jako cudowna migawka burzliwej sceny hardrockowej z początku lat 90.” Autor zwracał uwagę, że największą zaletą płyty jest jej różnorodność. Tygodnik „Billboard” napisał, że soundtrack „to monstrualny zbiór najcięższych nazwisk metalu, ergo uczta dla rockowych słuchaczy”. Całość wydawnictwa podsumował mianem „potężnego pakietu, bezkonkurencyjnego pod względem wartości gwiazd i muzycznego kalibru”.
Magazyn branżowy „Guitar School” – który swój artykuł opatrzył tytułem Last Guitar Heroes – pisał: „Kiedy Columbia Pictures musiała stworzyć najcięższą, najbardziej zaciekłą, najbardziej kopiącą tyłek ścieżkę dźwiękową wielkości [Arnolda] Schwarzeneggera do ich przebojowego blockbustera, Bohater ostatniej akcji [1993], wezwali najlepszych gitarzystów świata: Angusa Younga z AC/DC, który potrafi wypluwać zabójcze riffy, tak jak Jack Slater wystrzeliwuje naboje kalibru 9mm; Marty’ego Friedmana, potrafiącego grać z tak niesamowitą szybkością, że w porównaniu z nim sceny pościgu z filmu Jak to się robi w Chicago [1986, reż. John Irvin] wyglądają niczym spacer po parku; Jerry’ego Cantrella z Alice in Chains, który potrafi sprawić, by jego Gibson Les Paul brzmiał ciężej niż szkielet z litego tytanu Terminatora”.
Michael Christopher – w obszernym artykule poświęconemu ścieżce dźwiękowej, pisał, że „patrząc na to dzisiaj, to ciekawa mieszanka, ale po jej wydaniu była dźwiękowym uosobieniem zmieniającego się muzycznego krajobrazu. To był czas, gdy Aerosmith, Alice in Chains, Megadeth i Cypress Hill mieli sens, by być częścią tego samego spisu utworów. Jeśli chodzi o rock, grunge, metal i gdzie krzyżuje się hip-hop, granice się zatarły”. Niemiecki „Rock Hard” nazwał soundtrack „interesującym”, wyróżniając utwory Aerosmith (nową aranżację „Dream On”), Alice in Chains, Anthrax, Def Leppard i Tesli.

### Komercyjny
26 czerwca 1993 soundtrack zadebiutował na 12. pozycji w zestawieniu Billboard 200, zaliczając tzw. „gorący debiut”. 10 lipca awansował na 7. lokatę. Poza Stanami Zjednoczonymi, uplasował się m.in. na 7. miejscu nowozelandzkiej listy NZ Top 40 Albums Chart. 26 lipca otrzymał od organizacji Music Canada (MC) certyfikat złotej płyty, za sprzedaż 50 tys. egzemplarzy. 10 sierpnia – osiągnąwszy próg sprzedaży 500 tys. kopii w Stanach Zjednoczonych – także uzyskał certyfikat złotej, przyznany przez zrzeszenie amerykańskich wydawców muzyki Recording Industry Association of America (RIAA). 24 sierpnia, dwa tygodnie później, album przekroczył wolumen miliona sprzedanych egzemplarzy, dzięki czemu otrzymał od RIAA certyfikat platynowej płyty. 31 sierpnia, ten sam certyfikat uzyskał w Kanadzie, gdzie jego sprzedaż wyniosła 100 tys. kopii.
Wszystkie pięć singli odnotowało miejsca w czołowej 25. notowania listy Album Rock Tracks „Billboardu”.

### Zestawienia
W 2014 Jennifer Wood z „Rolling Stone’a” sklasyfikowała soundtrack w rankingu „20 ścieżek dźwiękowych do złych filmów”. W swoim uzasadnieniu autorka przyznała, że Arnold Schwarzenegger nie posiada talentu aktorskiego, co, w jej ocenie, było jednym z powodów, dla których „długo oczekiwane post-postmodernistyczne podejście Johna McTiernana do he-manowych filmów akcji klapnęło w box offisie”. Wood pozytywnie oceniała ścieżkę dźwiękową – według niej „zdołała [ona] jednak przewyższyć materiał źródłowy przypominający klapę, dzięki utworom takich wykonawców, jak Alice in Chains, AC/DC, Def Leppard, Cypress Hill, Fishbone, Anthrax i Aerosmith”.
| Rok  | Tytuł                                    | Publikacja      | Pozycja | Źródło |
| ---- | ---------------------------------------- | --------------- | ------- | ------ |
| 2014 | „20 ścieżek dźwiękowych do złych filmów” | „Rolling Stone” | –       | [ 20 ] |

## Lista utworów
| Last Action Hero: Music from the Original Motion Picture | Last Action Hero: Music from the Original Motion Picture | Last Action Hero: Music from the Original Motion Picture | Last Action Hero: Music from the Original Motion Picture | Last Action Hero: Music from the Original Motion Picture |
| Nr                                                       | Tytuł utworu                                             | Wykonawca                                                | Autorzy                                                  | Długość                                                  |
| -------------------------------------------------------- | -------------------------------------------------------- | -------------------------------------------------------- | -------------------------------------------------------- | -------------------------------------------------------- |
| 1.                                                       | „Big Gun”                                                | AC/DC                                                    | Angus Young • Malcolm Young                              | 4:24                                                     |
| 2.                                                       | „What the Hell Have I”                                   | Alice in Chains                                          | Jerry Cantrell                                           | 3:58                                                     |
| 3.                                                       | „Angry Again”                                            | Megadeth                                                 | Dave Mustaine                                            | 3:47                                                     |
| 4.                                                       | „Real World”                                             | Queensrÿche                                              | Queensrÿche i Michael Kamen                              | 4:21                                                     |
| 5.                                                       | „Two Steps Behind”                                       | Def Leppard                                              | Joe Elliott                                              | 4:19                                                     |
| 6.                                                       | „Poison My Eyes”                                         | Anthrax                                                  | Charlie Benante • Scott Ian • John Bush • Frank Bello    | 7:04                                                     |
| 7.                                                       | „Dream On” (wersja koncertowa)                           | Aerosmith                                                | Steven Tyler                                             | 5:42                                                     |
| 8.                                                       | „A Little Bitter”                                        | Alice in Chains                                          | Layne Staley • Cantrell • Mike Inez • Sean Kinney        | 3:52                                                     |
| 9.                                                       | „Cock the Hammer”                                        | Cypress Hill                                             | B-Real • Sen Dog • DJ Muggs                              | 4:11                                                     |
| 10.                                                      | „Swim”                                                   | Fishbone                                                 | John Bigham                                              | 4:13                                                     |
| 11.                                                      | „Last Action Hero”                                       | Tesla                                                    | Frank Hannon • Jeff Keith • Tommy Skeoch • Brian Wheat   | 5:44                                                     |
| 12.                                                      | „Jack the Ripper” (feat. Buckethead)                     | Michael Kamen i Los Angeles Rock and Roll Ensemble       | Michael Kamen                                            | 3:43                                                     |
|                                                          |                                                          |                                                          |                                                          | 55:18                                                    |

| Last Action Hero (Original Score from the Motion Picture) | Last Action Hero (Original Score from the Motion Picture) | Last Action Hero (Original Score from the Motion Picture) | Last Action Hero (Original Score from the Motion Picture) | Last Action Hero (Original Score from the Motion Picture) |
| Nr                                                        | Tytuł utworu                                              | Wykonawca                                                 | Autorzy                                                   | Długość                                                   |
| --------------------------------------------------------- | --------------------------------------------------------- | --------------------------------------------------------- | --------------------------------------------------------- | --------------------------------------------------------- |
| 1.                                                        | „Jack the Ripper” (feat. Buckethead)                      | Michael Kamen i Los Angeles Rock and Roll Ensemble        | Michael Kamen                                             | 3:43                                                      |
| 2.                                                        | „Danny” (zawiera oryginalną muzykę z Hamleta)             | Michael Kamen                                             | William Walton • Michael Kamen • Buckethead               | 4:24                                                      |
| 3.                                                        | „Jack Hamlet”                                             | Michael Kamen                                             | Michael Kamen                                             | 1:13                                                      |
| 4.                                                        | „River Chase”                                             | Michael Kamen                                             | Michael Kamen                                             | 2:48                                                      |
| 5.                                                        | „Benedict”                                                | Michael Kamen                                             | Michael Kamen                                             | 2:45                                                      |
| 6.                                                        | „Practice”                                                | Michael Kamen                                             | Michael Kamen                                             | 4:19                                                      |
| 7.                                                        | „Leo the Fart”                                            | Michael Kamen                                             | Michael Kamen                                             | 4:32                                                      |
| 8.                                                        | „Benedict Gets the Ticket”                                | Michael Kamen                                             | Michael Kamen                                             | 3:20                                                      |
| 9.                                                        | „The Real World”                                          | Michael Kamen                                             | Michael Kamen                                             | 3:43                                                      |
| 10.                                                       | „Premiere”                                                | Michael Kamen                                             | Michael Kamen                                             | 3:20                                                      |
| 11.                                                       | „Saving Danny”                                            | Michael Kamen                                             | Michael Kamen                                             | 1:39                                                      |
| 12.                                                       | „Big Mistake”                                             | Michael Kamen                                             | Michael Kamen                                             | 4:50                                                      |
|                                                           |                                                           |                                                           |                                                           | 40:36                                                     |

## Personel
Opracowano na podstawie materiału źródłowego:
Produkcja
- Producent wykonawczy: Don Ienner
- Mastering: Eddy Schreyer w Future Disc, Hollywood

Oprawa graficzna
- Design: Doug Erb
- Dyrektor artystyczny: Mary Maurer

## Pozycje na listach i certyfikaty
| Lista (1993)                           | Pozycja |
| -------------------------------------- | ------- |
| Alben Top 100 (Szwajcaria)             | 22      |
| Album Mega Top 100 (Holandia)          | 22      |
| Billboard 200 (Stany Zjednoczone)      | 7       |
| NZ Top 40 Albums Chart (Nowa Zelandia) | 7       |
| Offizielle Top 100 (Niemcy)            | 45      |
| Topp 40 Album (Norwegia)               | 19      |
| Topplistan (Szwecja)                   | 27      |
| Ö3 Austria Top 40 (Austria)            | 21      |

| Państwo                  | Certyfikat      | Sprzedaż   |
| ------------------------ | --------------- | ---------- |
| Kanada (MC)              | platynowa płyta | 100 000+   |
| Stany Zjednoczone (RIAA) | platynowa płyta | 1 000 000+ |